# Вишневе (Павлоград)
48°31′11″ пн. ш. 35°53′27″ сх. д. / 48.519722222222° пн. ш. 35.890833333333° сх. д.
Вишневе (рос. Вишнёвое; до 1957 року — Павлоградські Хутори Перші) — колишнє селище міського типу в УРСР, нині місцевість у Павлограді Дніпропетровської області (Україна), розташована в південній частині міста, на південь від річки Гніздки.

## Історія
За часів Російської імперії існувало село Павлоградські Хутори, яке було центром Павлоградської волості Павлоградського повіту Катеринославської губернії.
У 1923 році ввійшло до Павлоградського району Павлоградської округи. Після розформування Павлоградської округи в 1926 році район відійшов до Катеринославської (згодом — Дніпропетровської) округи, яка в 1930 році була ліквідована.
З 1932 року в складі Дніпропетровської області.
22 жовтня 1938 року село Павлоградські Хутори Перші Павлоградського району Дніпропетровської області віднесено до категорії селищ міського типу.
За переписом 1939 року в селищі мешкало 6600 осіб.
Станом на 1947 рік смт було центром Павлоградсько-Хутірської селищної ради, до якої входило також селище Левадки.
24 жовтня 1957 року смт перейменовано на Вишневе і селищну раду — на Вишневу.
24 березня 1959 року разом із сусідньою Соснівкою приєднане до Павлограда.